# Barbarin
Barbarin è un comune spagnolo di 93 abitanti situato nella comunità autonoma della Navarra.